# Mette Rosenkrantz
Mette Rosenkrantz, född omkring 1533 på Vallø slott, död 2 april 1588 vid Skarhult i Skåne, var en av Danmarks rikaste adelsdamer.
Hon var dotter till riksrådet Oluf Nielsen Rosenkrantz och Ide Mogensdatter Munk. I sin barndom (1542–1543), var Niels Hemmingsen hennes lärare. 
Cirka 14 år gammal förlovades hon med Sten Rosensparre. De gifte sig runt 1551 och flyttade till Skarhults slott. Efter att han föll i slaget vid Axtorna 1565, levde hon som änka tills den hon 14 september 1567 gifte sig med rikshovmästare Peder Oxe.  
Tack vare det stora arvet från sin mor och från tidigare äktenskap – Peder Oxe hade testamenterat hela sin förmögenhet till Mette Rosenkrantz – var hon mycket inflytelserik. Hon var intelligent och uppgavs i en dikt ha ”en ridders hjerte under det kvindebryst”.
Mette Rosenkrantz dog i Skarhult den 2 april 1588 och begravdes i Skarhults kyrka. Härifrån flyttades kroppen troligtvis senare till Vor Frue Kirke i Köpenhamn.